# Wyszonki-Nagórki
Wyszonki-Nagórki – wieś w Polsce położona w województwie podlaskim, w powiecie wysokomazowieckim, w gminie Klukowo.
Wierni kościoła rzymskokatolickiego należą do parafii Narodzenia NMP w Wyszonkach Kościelnych.

## Historia wsi
Wieś zasiedlona prawdopodobnie w XV w. Wzmiankowana w 1444 roku w aktach sądowych ziemi bielskiej. Mieszkał tu najprawdopodobniej rycerz Nagórka z rodu Wyszyńskich herbu Grabie. W 1580 właścicielami gruntów byli: Krzysztof Nagórka (2 włóki) i Michał Nagórka.
Zaścianek szlachecki Nagórki należący do okolicy zaściankowej Wyszonki położony był w drugiej połowie XVII wieku w powiecie brańskim ziemi bielskiej województwa podlaskiego. W roku 1827 w Wyszonkach-Nagórkach było 12 domów i 67 mieszkańców. Na przełomie XIX i XX we wsi istniało 9 gospodarstw drobnoszlacheckich i 3 chłopskie. Powierzchnia gruntów w całej wsi wynosiła 68 ha. W 1921 naliczono 17 domów z 90 mieszkańcami, w tym 3 prawosławnych.
W latach 1975–1998 miejscowość administracyjnie należała do województwa łomżyńskiego. W czerwcu 1986 żołnierze jednostki kolejowej Warszawskiego Okręgu Wojskowego zbudowali we wsi drewniano-stalowy most drogowy na Nurcu. Czyn ten uczcić miał X Zjazd PZPR i 10-lecie powstania ZSMP. 